# Киреев, Поликарп Миронович
Кире́ев Полика́рп Миро́нович (около 1878, село село Ольховец Елецкого уезда Орловской губернии — 10 апреля 1952, Ленинград) — регент, библиотекарь митрополичьего хора, российский издатель, внёсший значительный вклад в дело сохранения духовно-музыкальных сочинений, составляющих певческий обиход России второй половины XVIII — первой четверти XX века.

## Биография
Киреев Поликарп родился в 1878 году в селе Ольховец. С детских лет он пел в сельском церковном хоре. В юности отправился в Санкт-Петербург для получения профессии. Опыт певчего помог ему в 1907 году поступить в Санкт-Петербургский митрополичий (архиерейский) хор (партия басов) под руководством регента И. Я. Тернова. Судя по финансовым отчётам лаврского хора, Киреев пел в хоре вплоть до 1918 года. В 1913 году получил наградное свидетельство за участие в качестве певчего в праздновании 300-летия Дома Романовых.
Киреев проявлял большой интерес к рукописным партитурам, партиям и сборникам церковной музыки. Он собирал материал в нотных библиотеках монастырей, соборов и церквей, и впоследствии использовал в своей издательской деятельности. Благодаря регенту Тернову Киреев смог ежегодно вкладывать немалые деньги в обновление певческой библиотеки — — на публикацию музыки шли хоровые доходные деньги. Для копирования партий и, возможно, для издательской деятельности, был приобретен гектограф. Во вступлении одного из изданий Киреев пишет:

При составлении настоящего сборника источником служили, главным образом, рукописные нотные сборники русских православных монастырей, как-то: Оптиной пустыни, Валаамского монастыря, Соловецкаго, Симонова московскаго, Киево-Печерской Лавры, Сергиево-Троицкой и Александро-Невской, а также Стараго Афона и др. Весь этот материал мною собирался много лет. Выбор сделан более чем из 1000 №. Все эти песнопения Г. Я. Извековым тщательно проверены, исправлены и очищены от всех музыкальных погрешностей. В настоящем сборнике, каждый регент и любитель церковной музыки найдёт такие прекрасные песнопения, которые никогда в печати не появлялись. Здесь собраны лучшие напевы и мелодии всех православных монастырей, которые распевались целыми веками.— П. М. Киреев, вступление к «Сборнику духовно-музыкальных песнопений сочинений и переложений разных авторов» № 19, 1915 год
Современники Киреева отмечали неточность его сборников. Так, член Поместного Собора священник Леонид Иваницкий в 1918 году писал:

Благодаря обширному спросу бойко идут издания «Сборников духовно-музыкальных песнопений» Киреева. Эти сборники, хотя и издаются под редакциями весьма авторитетных композиторов: Азеева, Фатеева, Панченко и других, но с такими прискорбными изменениями и сокращениями (концерт «Приклони, Господи, ухо Твое», «Приидите составим лик» — концерт на день святителя Николая), что по временам приходится справедливо возмущаться отсутствием смысла в тексте. Например, в приведенном концерте свт. Николаю выпущена целая пропозиция, составляющая связь между первой и последней частями, чрез что получается такая бессмыслица: «Приидите, вернии, составим лик во псалмех, се бо наста день источника чудес и верных заступника Николая, великаго чудотворца, к нему же взывающе, тако рцем». Затем выпущена целая часть, объясняющая, что мы «рцем», и оканчивающаяся словами «о чтущих память твою», а оставлено продолжение: «юже (то есть память) светло совершающе». Таким образом, выходит: «тако рцем» и «юже светло совершающе» (что совершающе?!). По всей вероятности, в этих изданиях фиоритурных изысканных партесов имелись в виду более коммерческие, чем певческие цели.— священник Леонид Иванницкий
Современные исследователи А. В. Лебедева-Емелина и М. П. Сидорова указывают на случаи ошибочного определения авторства сочинений в сборниках Киреева. По оценке Т. А. Чернышёвой, «киреевские сборники» сыграли важную роль в пробуждении в начале XX века интереса к рукописному репертуару русских монастырей, в том числе и Александро-Невской Лавры.
После революции Киреев на время прекратил издательскую деятельность. Около 1925 года возобновил выпуск духовно-музыкальных сочинений у себя на дому, однако в 1928 году под давлением властей был вынужден окончательно прекратить распространение духовно-музыкальной литературы. По информации от его внучатого племянника протодиакона Александра Киреева, в конце 30-х или начале 40-х годов Поликарп Миронович был осуждён по 58 статье УК РСФСР за «контрреволюционную деятельность», однако впоследствии освобождён.

## Издания
- В 1911 году выходит первая серия сборников Киреева «Духовно-музыкальная хрестоматия» в четырёх выпусках под редакцией помощника регента Санкт-Петербургского митрополичьего хора М. А. Лагунова.
- В 1912—1918 годах выходит вторая серия «Сборник духовно-музыкальных песнопений разных авторов» в 28 выпусках.

Партитуры гравировались и печатались акционерным обществом «Самообразование» в нотопечатне «Энергия».

### Репринтные и наборные переиздания
Переиздания «Сборников духовно-музыкальных песнопений разных авторов» Киреева были выпущены:
- Тверским отделением Российского фонда культуры (№ 2; Тверь, 1992)
- Российским музыкальным издательством (№ 5; Москва, 1996)
- Издательством «Живоносный Источник» (№ 1-7, 9-26; Москва, 1997—2011)

## Комментарии
1. ↑  В работе Лебедевой-Емелиной Антонины Викторовны (д-р искусствоведения, ст. науч. сотр. Государственного института искусствознания) и Сидоровой Марины Павловны (зав. Регентской школой при Курской духовной семинарии) отмечается, что Киреев родился «примерно в 1886», а в Православной энциклопедии год указан неверно[2].
2. ↑  Татьяна Алексеевна Чернышёва — кандидат искусствоведения, доцент кафедры академического хора Санкт-Петербургского государственного института культуры[9].